# Анастасия Решетова
Анастасия Решетова е руски модел.

## Биография
Анастасия Решетова е родена на 23 януари 1996 г. в Москва. Родителите и се развели, когато била малка. Анастасия и по-малката и сестра били отгледани от баща им, който бил полковник и кандидат по юридически и исторически науки, Григорий Анатолиевич Решетов. Учила е в училище номер 578 в Северния Орехово-Борисовки район. Занимавала се е с актьорско майсторство. Завършила е училище през 2014 година и на 18-годишна възраст е участвла в конкурс за свобода Мис Русия 2014. Заема мястото на първа подгласничка на мис Русия.
По данни от 2016 – 2017 г. Анастасия Решетова учи задочно в Московския институт по икономика, политика и право във факултет по Държавна служба и управление. Също така изучава актьорско майсторство в Московското училище по кино.
Тя е активно използва Instagram и профилът и има повече от 1,5 млн. последователи. Тя редовно публикува снимки от ежедневието си, особено такива, на които показва изящната си фигура. Нейните последователи я сравняват с Ким Кардашиан. Точно този вид социални мрежи, като инстаграм, са основния източник на доходи за млади модели. По нейни думи средната стойност на една публикация в Инстаграм струва 100 хиляди рубли.
През 2016 година основала клиника за красота Anatomia beuty Clinic. През пролетта на 2017 г. Анастасия презентира своята първа книга „Сегодня я проснулась другой“. Основното и съдържание включва режим на здравословно хранене, тренировки, козметики и др. През май 2017 година излиза новата и модна линия „In Hype“.
От 2015 г. има отношение с рапъра Тимати. Снимала се е в негови клипове като Зеро и Ключи от рая
|  | Тази страница частично или изцяло представлява превод на страницата „Решетова, Анастасия Григорьевна“ в Уикипедия на руски. Оригиналният текст, както и този превод, са защитени от Лиценза „Криейтив Комънс – Признание – Споделяне на споделеното“, а за съдържание, създадено преди юни 2009 година – от Лиценза за свободна документация на ГНУ. Прегледайте историята на редакциите на оригиналната страница, както и на преводната страница, за да видите списъка на съавторите. ВАЖНО: Този шаблон се отнася единствено до авторските права върху съдържанието на статията. Добавянето му не отменя изискването да се посочват конкретни източници на твърденията, които да бъдат благонадеждни. |